# Cormot-Vauchignon
Cormot-Vauchignon is een gemeente in het Franse departement Côte-d'Or (regio Bourgogne-Franche-Comté). De plaats maakt deel uit van het arrondissement Beaune. Cormot-Vauchignon is op 1 januari 2017 ontstaan door de fusie van de gemeenten Cormot-le-Grand en Vauchignon. De gemeente telde 210 inwoners op 1 januari 2022.

## Geografie
De oppervlakte van Cormot-Vauchignon bedroeg op 1 januari 2022 10,12 vierkante kilometer; de bevolkingsdichtheid was toen 20,8 inwoners per km².
De onderstaande kaart toont de ligging van Cormot-Vauchignon met de belangrijkste infrastructuur en aangrenzende gemeenten.

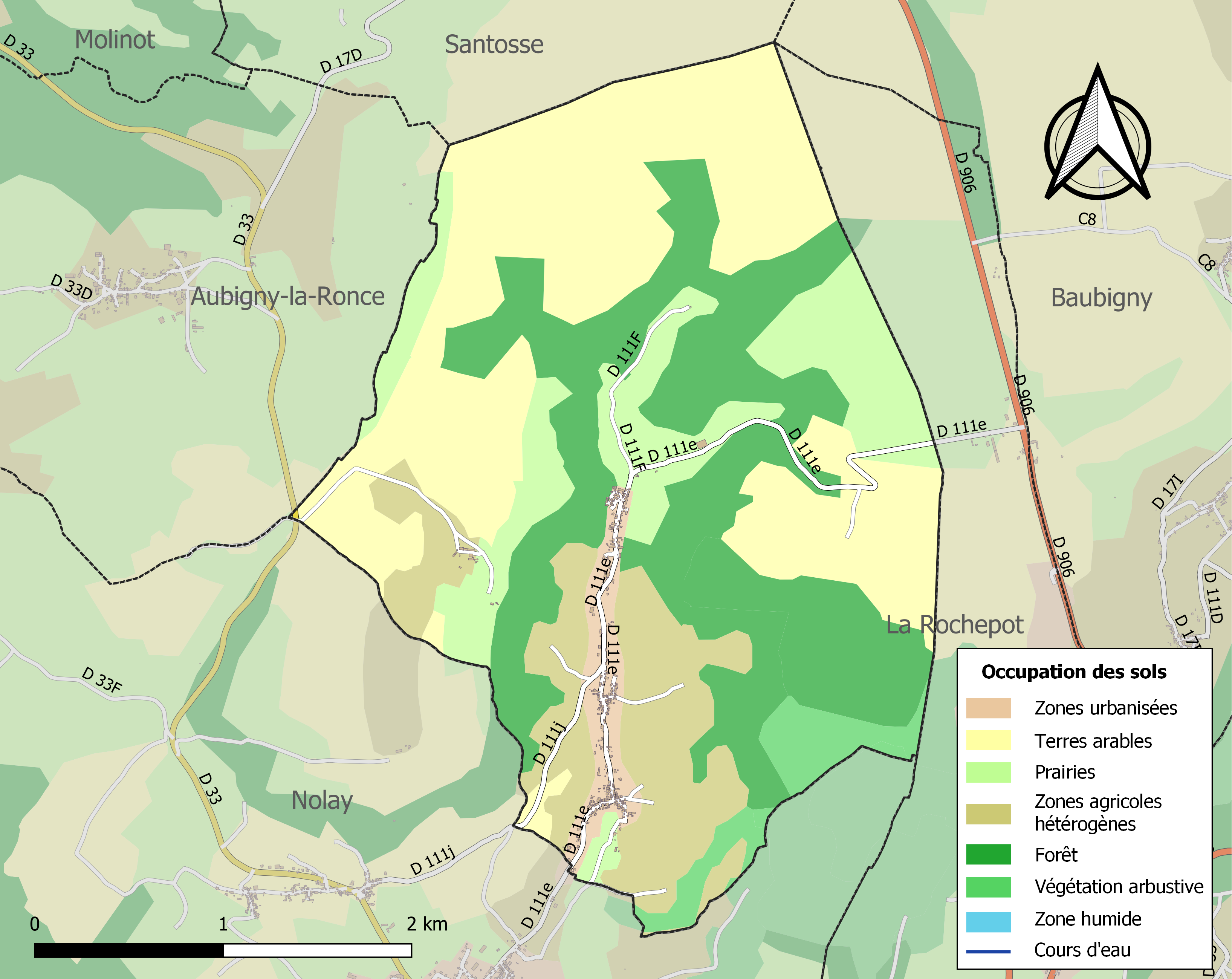